# Hesperosuchus
Hesperosuchus es un género extinguido de cocodrilomorfo esfenosuquio que contiene una única especie, Hesperosuchus agilis. Este animal formaba parte de la dieta del dinosaurio Coelophysis, como ha mostrado el contenido fosilizado de estos animales. Los restos de Hesperosuchus se han encontrado en Arizona y Nuevo México.

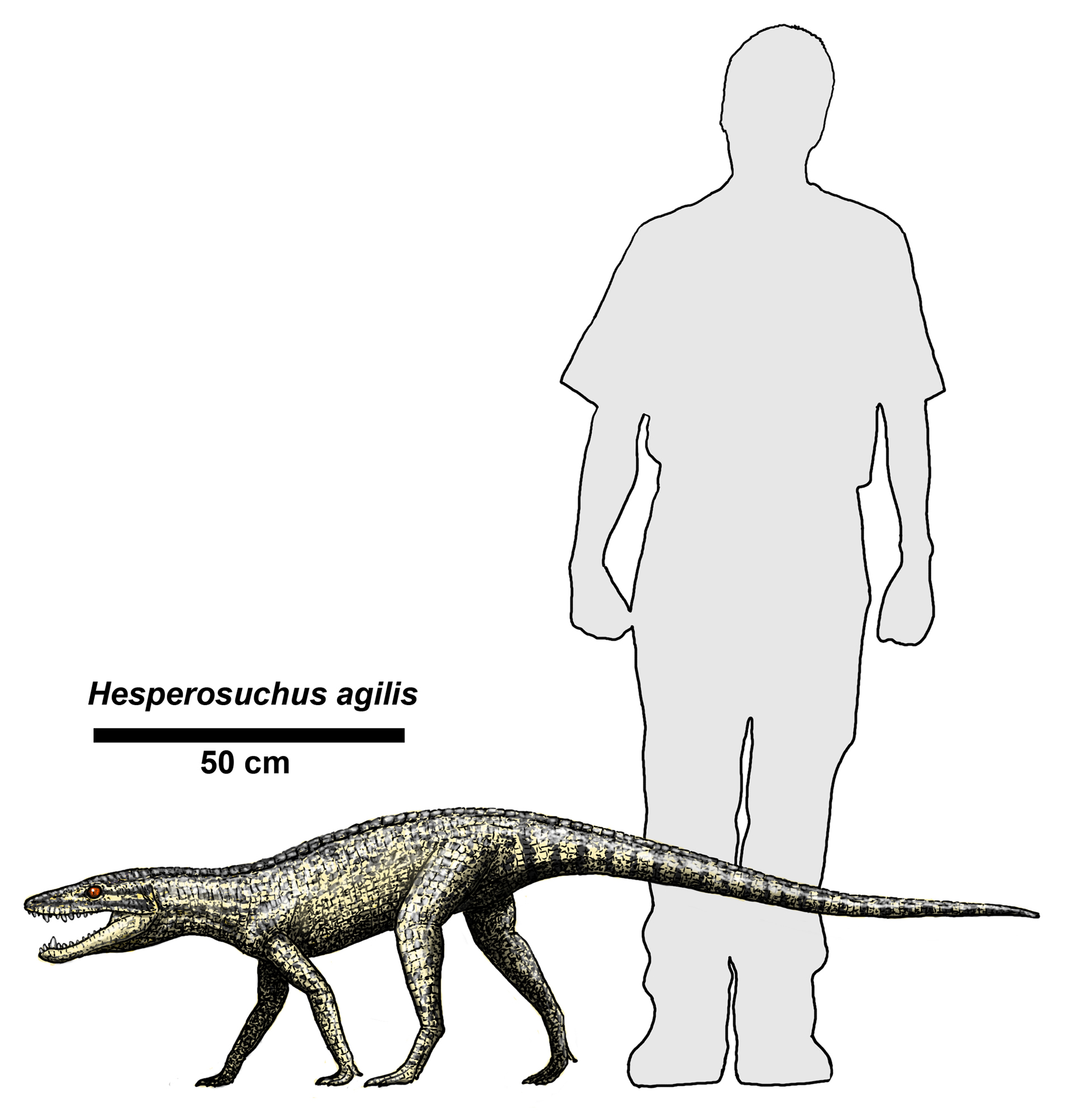
Tamaño comparado con el de un humano

Hesperosuchus fue un contemporáneo de Coelophysis, un primitivo dinosaurio terópodo depredador. Coelophysis fue considerado durante largo tiempo como un caníbal, basándose en la presencia de supuestos huesos de Coelophysis juveniles en la región estomacal de algunos adultos. En al menos uno de estos casos, se ha demostrado que los huesos de los supuestos "Coelophysis" jóvenes eran en realidad los de Hesperosuchus (o de una especie muy similar).